# Tautologia (regra de inferência)
Na lógica proposicional, tautologia é uma de duas regras de substituição comumente utilizadas. As regras são usadas para eliminar redundâncias em disjunções e conjunções quando elas ocorrem em provas lógicas. Elas são:
O princípio da idempotência da disjunção:
{\displaystyle P\lor P\Leftrightarrow P}
e o princípio da idempotência da conjunção:
{\displaystyle P\land P\Leftrightarrow P}
Onde "{\displaystyle \Leftrightarrow }" é um símbolo da metalógica que representa "pode ser substituído numa prova lógica com".

## Relação com tautologia
A regra tem esse nome porque seu conceito é o mesmo do enunciado tautológico. Se "p e p" é verdade, então, "p" é verdade; e se "p ou p" é verdade, então, "p" é verdade.

## Notação formal
Teoremas são fórmulas lógicas {\displaystyle \phi } onde {\displaystyle \vdash \phi } é a conclusão de uma prova válida, enquanto a consequência semântica equivalente  {\displaystyle \models \phi } indica uma tautologia.
A regra da tautologia pode ser expressada com as sentenças:
{\displaystyle P\lor P\vdash P\,}
e
{\displaystyle P\land P\vdash P\,}
onde {\displaystyle \vdash } é um símbolo lógico que significa que {\displaystyle P} é uma consequência sintática de {\displaystyle P\lor P}, em um caso, {\displaystyle P\land P} em outro caso, no sistema lógico.
ou como regra de inferência:
{\displaystyle {\frac {P\lor P}{\therefore P}}}
e
{\displaystyle {\frac {P\land P}{\therefore P}}}
onde a regra é: sempre que uma instância de "{\displaystyle P\lor P}" ou "{\displaystyle P\land P}" aparecer em uma prova lógica, pode ser substituído apenas por "{\displaystyle P}".
O princípio foi afirmado como um teorema da lógica proposicional por Russell e Whitehead em "Principia Mathematica" como:
{\displaystyle (P\lor P)\to P\,}
e
{\displaystyle (P\land P)\to P\,}
onde {\displaystyle P} é uma preposição formal.